# Монастырёвы
Монастырёвы — древний боярский род, предположительно происходящий от князей Смоленских.
При подаче документов (1686) для внесения рода в Бархатную книгу, была предоставлена родословная роспись Монастырёвых.
Старинный род Монастырёвых угас в начале XIX века. Есть ещё два рода Монастырёвых, позднейшего происхождения.

## Происхождение и история рода
Его возводят к жившему в XIV веке Александру Монастырю. Один из сыновей его, Дмитрий, убит в 1378 татарами в битве на реке Воже (либо в Куликовской битве). Пётр Михайлович Монастырёв убит при взятии Казани (1552); Иван Фёдорович воевода в Кетском остроге (1666), Нарыме (1667) и Томске (1671).
Ветвями этой фамилии являются нетитулованные роды Аладьиных, Безсоновых, Бурухиных, Кнутовых, Мусоргских, Сапоговых, Соломиных, Судаковых и Цыплятевых.
Генетическое тестирование Монастырёвых и их ветвей не проводилось. В 2007 был проведён тест А. Соломину в рамках проекта FamilyTreeDNA, однако, несмотря на общую фамилию, родословная этого человека не имеет отношения к Рюриковичам. Среди ныне живущих потомков Александра Монастыря остались дворяне Аладьины и Безносовы, но, как было отмечено выше, они не тестировались.

## Известные представители
- Монастыревы: Леонтий Фёдорович, Постник Матвеевич, Василий Матвеевич — московские дворяне (1627—1636).
- Монастырев Иван Фёдорович — воевода в Кетском остроге (1666—1667), в Нарыме и Кетском остроге (1667), в Кетском и Нарымском остроге (1667—1671), в Томске, Нарымском и Кетском острогах (1671).
- Монастырев Иван — воевода в Соликамске (1671).
- Монастырев Иван Леонтьевич — стольник, воевода в Торопце (1675—1678), в Арзамасе (1682—1684).
- Монастыревы: Василий и Елисей Ивановичи, Трофим Леонтьевич, Леонтий Львович — стольники (1676—1692).
- Монастыревы: Василий Яковлевич, Григорий и Иван Григорьевичи. Иван Фёдорович, Лев Иванович — московские дворяне (1658—1692).
- Монастырев Андрей Трофимович — стольник (1696)[5][6].